# Розанова, Ирина Юрьевна
Ири́на Ю́рьевна Ро́занова (род. 22 июля 1961, Пенза, РСФСР, СССР) — советская и российская актриса театра, кино и телевидения, народная артистка РФ (2007).

## Биография
Родилась 22 июля 1961 года в Пензе. В начале 1962 года семья Ирины переехала в Рязань. Родители — актёры (позже играли на сцене Рязанского драматического театра) Юрий Павлович Розанов (1927—2010) и Зоя Васильевна Белова (1927—2015).
В 1984—1988 годах — актриса театра имени Владимира Маяковского. В 1988 году окончила ГИТИС. В 1988—1990 годах — актриса театра-студии «Человек».
В 1991—1998 годах — актриса театра на Малой Бронной. В 1998 годах—1999 годах — актриса театра «Ленком». Играет в антрепризных спектаклях. В кино с января 1985 года (первая роль — Люся в телевизионном фильме «Подружка моя», реж. А. Калягин).

## Признание и награды
- Специальный приз «Звёзды завтрашнего дня» на фестивале молодых актёров в Женеве (1991).
- Приз «За лучшее исполнение главной женской роли» на кинофестивале «Созвездие» за фильм «Анкор, ещё анкор» (1992).
- Приз «Золотой овен» за фильм «Анкор, ещё анкор» (1992).
- Премия «Золотой овен» в номинации «Лучшая актриса года» (1993).
- Премия «Чайка» (1995).
- Заслуженная артистка Российской Федерации (1995) — за заслуги в области искусства[6].
- Приз в номинации «За лучшую женскую роль» на фестивале «Виват, кино России!» (1998).
- Приз за лучшую женскую роль кинофестиваля «Литература и кино» в Гатчине за фильм «Дикарка» (2002).
- Премия «Ника» (2006) за лучшую женскую роль второго плана в фильме «Коля — перекати поле».
- Народная артистка Российской Федерации (2007) — за большие заслуги в области искусства[2].
- Актёрская премия «Кумир» в области театра, кино и телевидения в номинации «Кумир 2009—2011» в номинации «Лучшая женская роль в кино» за фильм «Два дня» (2011).
- Премия «Золотой орёл» в номинации «Лучшая женская роль на телевидении» за телесериал «Фурцева. Легенда о Екатерине» (2013).
- Премия «Ника» (2023) за лучшую женскую роль второго плана в фильме «За нас с вами».

## Фильмография
| Год  |    | Название                                       | Роль |
| ---- | -- | ---------------------------------------------- | --- |
| 1985 | тф | Подружка моя                                   | Люся |
| 1986 | ф  | Алый камень                                    | Наташа Соколова |
| 1986 | с  | Жизнь Клима Самгина                            | Тося, сожительница Дронова                                                                                          |
| 1986 | ф  | Конец операции «Резидент»                      | Ольга Ивановна Кострова, подруга Гали Нестеровой                                                                    |
| 1986 | тф | При открытых дверях                            | сотрудница завода                                                                                                   |
| 1987 | ф  | Где находится нофелет?                         | Валентина, жена Геннадия                                                                                            |
| 1987 | ф  | Единожды солгав                                | Таня, студентка, любовница Александра                                                                               |
| 1987 | ф  | Наездники                                      | Антонина |
| 1988 | ф  | Слуга                                          | Мария |
| 1988 | ф  | Отцы                                           | Лариса |
| 1988 | ф  | Предлагаю руку и сердце                        | Людмила, дочь Чмутина, «чемпионка и депутат»                                                                        |
| 1988 | с  | Радости земные                                 | Таня |
| 1988 | тф | Семь дней Надежды                              | Надежда Родионова                                                                                                   |
| 1989 | ф  | Биндюжник и Король                             | Маруся, возлюбленная Менделя                                                                                        |
| 1989 | ф  | Интердевочка                                   | Сима-Гулливер (Серафима Аркадьевна), валютная проститутка                                                           |
| 1989 | ф  | За прекрасных дам!                             | Надежда |
| 1989 | ф  | Софья Петровна                                 | Эрна Семёновна |
| 1990 | ф  | Гамбринус                                      | Катя |
| 1990 | ф  | Катафалк                                       | Маша, дочь Евгении Андреевны                                                                                        |
| 1990 | ф  | Система «Ниппель»                              | секретарша Бамбука                                                                                                  |
| 1990 | ф  | Смерть в кино                                  | Капитолина, любовница Иванцова, разочаровывается в своём возлюбленном                                               |
| 1990 | ф  | Облако-рай                                     | Валя, жена Феди |
| 1991 | ф  | Летучий голландец                              | Шура Фролова, спутница офицера                                                                                      |
| 1992 | ф  | Плащаница Александра Невского                  | Маша |
| 1992 | ф  | Циники                                         | Марфуша |
| 1992 | ф  | Маленький гигант большого секса                | сиделка Марата, строгая женщина                                                                                     |
| 1992 | ф  | На тебя уповаю                                 | Ирка |
| 1992 | ф  | 22 июня, ровно в 4 часа                        | Татьяна Алексеевна Брагина                                                                                          |
| 1992 | ф  | Помнишь запах сирени…                          | Лидия Викторовна Рябова                                                                                             |
| 1993 | ф  | Анкор, ещё анкор!                              | старший лейтенант медслужбы Любовь Ивановна Антипова                                                                |
| 1993 | ф  | Альфонс                                        | Алечка |
| 1993 | ф  | Личная жизнь королевы                          | Нина Королёва |
| 1994 | ф  | Зона Любэ                                      | верная подруга, жена несчастного заключённого                                                                       |
| 1994 | с  | Петербургские тайны                            | дворовая девка Наташа / баронесса фон Деринг                                                                        |
| 1994 | ф  | Призрак дома моего                             | Аня, милиционер |
| 1994 | ф  | Прохиндиада 2                                  | Марина Олеговна Прыгунова                                                                                           |
| 1995 | ф  | Мелкий бес                                     | Варвара |
| 1995 | ф  | Чёрная вуаль                                   | Олимпиада Алексеевна Ратисова                                                                                       |
| 1996 | с  | Короли российского сыска                       | Настя |
| 1997 | ф  | Дети понедельника                              | Лидия Овдеева |
| 1998 | с  | На ножах                                       | Александра Ивановна Синтянина, генеральша                                                                           |
| 1998 | ф  | Когда все свои                                 | Рита |
| 1998 | ф  | Не послать ли нам... гонца?                    | Любовь Дергунова, жена Ивана Филимоновича Дергунова                                                                 |
| 1998 | ф  | Привет от Чарли-трубача                        | Алёна |
| 1998 | ф  | Примадонна Мэри                                | библиотекарша Таня Смирнова                                                                                         |
| 1998 | ф  | Убить лицедея                                  | Ирина Леонидова |
| 1999 | ф  | Ворошиловский стрелок                          | Ольга Ивановна Афонина, дочь Ивана Фёдоровича Афонина, мать Екатерины Сергеевны (Кати) Афониной                     |
| 1999 | с  | Развязка Петербургских тайн                    | Наташа / баронесса фон Деринг                                                                                       |
| 2000 | ф  | Два товарища                                   | Екатерина Васильевна, мать Валеры                                                                                   |
| 2001 | ф  | Жизнь забавами полна                           | Вера Николаевна |
| 2001 | ф  | Механическая сюита                             | Ольга |
| 2001 | ф  | Дикарка                                        | Марья Петровна (жена Александра Ашметьева)                                                                          |
| 2001 | с  | Блюстители порока                              | Диана |
| 2001 | с  | Саломея                                        | Лукерья Яковлевна, любовница Твердохлебова                                                                          |
| 2001 | с  | Фаталисты                                      | Клео |
| 2002 | с  | Ледниковый период                              | Нина Долгачёва, прокурор (все серии)                                                                                |
| 2002 | ф  | Спартак и Калашников                           | Снежана |
| 2002 | с  | Каменская 2                                    | Татьяна Томилина |
| 2002 | с  | Русские амазонки                               | Валерия Орлова |
| 2002 | ф  | Дневник камикадзе                              | мать Вадима |
| 2003 | с  | Даша Васильева. Любительница частного сыска    | Соня Арцеулова |
| 2003 | с  | Каменская 3                                    | Татьяна Томилина |
| 2003 | с  | Участок                                        | Клавдия |
| 2003 | с  | Линии судьбы                                   | Катерина Вершинина                                                                                                  |
| 2003 | с  | Русские амазонки 2                             | Валерия Орлова |
| 2003 | с  | Спас под берёзами                              | Валентина |
| 2004 | ф  | Брейк-Пойнт                                    | Наташа |
| 2004 | с  | Женщины в игре без правил                      | Ольга Передреева |
| 2004 | с  | Господа офицеры                                | Галина, врач в колонии, жена Асланбекова                                                                            |
| 2005 | с  | Большая прогулка                               | Рита |
| 2005 | ф  | Коля — перекати поле                           | Валя (жена Феди) |
| 2005 | тф | Любовница                                      | Елена Юрьевна Анурова, адвокат                                                                                      |
| 2006 | с  | Девять месяцев                                 | Лена Иванова |
| 2006 | ф  | Танкер «Танго»                                 | Раиса |
| 2006 | ф  | Связь                                          | Таня |
| 2006 | с  | Катерина                                       | Лидия Викторовна Горина                                                                                             |
| 2006 | с  | Заколдованный участок                          | продавщица Клавдия Васильевна                                                                                       |
| 2006 | ф  | Неверность                                     | генеральша Кожемякина                                                                                               |
| 2007 | ф  | Завещание Ленина                               | Зоя Ивановна Усова, жена заключённого                                                                               |
| 2007 | ф  | Май                                            | Галина Сергеевна |
| 2007 | тф | Лузер                                          | Вера Петровна |
| 2007 | ф  | Глянец                                         | Марина Юрьевна, редактор глянцевого журнала                                                                         |
| 2007 | с  | Сыщик Путилин                                  | Елена Карловна |
| 2007 | с  | Частный заказ                                  | Анна Белова |
| 2008 | с  | Провинциалка                                   | Светлана Зорина |
| 2008 | ф  | Стиляги                                        | мать Пользы |
| 2008 | с  | Каменская 5                                    | Татьяна Томилина |
| 2008 | с  | Катерина 2: Возвращение любви                  | Лидия Горина |
| 2008 | с  | Оружие                                         | Светлана Тихомирова                                                                                                 |
| 2008 | с  | Печать одиночества                             | Катя |
| 2008 | с  | Почтальон                                      | Клавдия Алексеевна, начальник спецчасти в женской тюрьме                                                            |
| 2009 | ф  | Старшая жена                                   | Баира |
| 2009 | с  | Скелет в шкафу                                 | Катя |
| 2009 | тф | Террор любовью                                 | Антонина |
| 2009 | ф  | Инсайт                                         | Анна Белова |
| 2009 | с  | Вербное воскресенье                            | Евдокия Сергеевна Кочеткова, приёмная мать Павлы                                                                    |
| 2010 | ф  | Ирония любви                                   | мама Ивана |
| 2010 | с  | Анжелика                                       | Ольга |
| 2010 | ф  | Дочь якудзы                                    | тётя Марфа |
| 2010 | с  | Достоевский                                    | Лизавета Фёдоровна Корвин-Круковская                                                                                |
| 2010 | ф  | Чужой в доме                                   | мама |
| 2011 | с  | Дорогой мой человек                            | Аглая Устименко |
| 2011 | с  | На край света                                  | Вилена Щербакова |
| 2011 | тф | Пётр Первый. Завещание                         | Екатерина I |
| 2011 | ф  | 2 дня                                          | Лариса Петровна |
| 2011 | с  | Без следа                                      | Мария Алексеевна Позолянская, подполковник Следственного комитета                                                   |
| 2011 | ф  | Бесприданница                                  | Арина Игнатьевна, мать Ларисы                                                                                       |
| 2011 | с  | Гюльчатай                                      | Наталья Карловна |
| 2011 | с  | Каменская 6                                    | Татьяна |
| 2011 | с  | Фурцева. Легенда о Екатерине                   | Екатерина Фурцева                                                                                                   |
| 2012 | с  | Жуков                                          | Лидия Русланова |
| 2012 | ф  | С новым годом, мамы!                           | Вера Евгеньевна, учительница французского                                                                           |
| 2012 | с  | Катерина. Другая жизнь                         | Лидия Горина |
| 2013 | ф  | Берега                                         | Валентина Григорьевна Вершинина                                                                                     |
| 2013 | с  | Берега моей мечты                              | Нина Николаевна Крылова                                                                                             |
| 2013 | с  | Всё началось в Харбине                         | Агриппина Ивановна Коваль (тётя Груня)                                                                              |
| 2013 | с  | Гюльчатай. Ради любви                          | Наталья Карловна |
| 2013 | ф  | Невидимки                                      | Инесса Ивановна, начальница Муравьёва                                                                               |
| 2013 | с  | Пепел                                          | Надежда Львовна Гурова, капитан медицинской службы                                                                  |
| 2014 | ф  | Василиса                                       | Катерина Карловна                                                                                                   |
| 2014 | с  | Узнай меня, если сможешь                       | Марина Ивановна Авдеева, мать Ильи                                                                                  |
| 2014 | с  | Учителя                                        | Тамара Семёновна Луцик, завуч                                                                                       |
| 2015 | с  | Неподкупный                                    | Елизавета Максимовна, мать Ольги                                                                                    |
| 2015 | ф  | Во имя любви                                   | мама Насти |
| 2015 | ф  | 72 часа                                        | Коваль, следователь                                                                                                 |
| 2016 | с  | Садовое кольцо                                 | Рита, мать Веры и Ани                                                                                               |
| 2016 | с  | Челночницы                                     | Зоя, смотрящая за рынком                                                                                            |
| 2016 | ф  | Забытая женщина                                | снималась |
| 2017 | ф  | Жили-были                                      | Татьяна |
| 2017 | ф  | Бедная девочка                                 | Агнесса Марковна |
| 2017 | с  | Родные люди                                    | Галина |
| 2017 | с  | Стандарты красоты                              | Алла Юрьевна |
| 2017 | с  | Крепость Бадабер                               | Ирина, жена генерала Колесова                                                                                       |
| 2017 | ф  | Стандарты красоты. Новая любовь                | Алла Юрьевна |
| 2017 | ф  | Мифы                                           | депутат Людмила Ивановна Мишкина (прототип — Елена Мизулина)                                                        |
| 2017 | ф  | Со дна вершины                                 | Рита, мать Лины |
| 2017 | ф  | Девичник                                       | Лариса |
| 2018 | ф  | Два билета домой                               | врач |
| 2018 | с  | В чужом краю                                   | Зоя, мать Галины |
| 2018 | ф  | Крымский мост. Сделано с любовью!              | Лара |
| 2018 | с  | Свадьбы и разводы                              | мама Саши |
| 2019 | с  | Мамы чемпионов                                 | Алла Николаевна Гордеева, мама Веры, бабушка Кирилла, тренер по плаванию, заместитель министра по спортивной работе |
| 2019 | ф  | Одесса                                         | Раиса Ировна |
| 2019 | ф  | Новогодний ремонт                              | мама Маргариты |
| 2020 | ф  | Скажи ей                                       | бабушка Валя |
| 2020 | с  | Проект «Анна Николаевна»                       | Ирина Викторовна Лебедева-Корсак                                                                                    |
| 2020 | ф  | МиниМакс                                       | бабушка Егора |
| 2021 | ф  | Love                                           | мама Олега |
| 2021 | ф  | Небесная команда                               | Маня |
| 2021 | с  | Несломленная                                   | Серафима |
| 2021 | ф  | Будь моим Кириллом                             | мама |
| 2021 | с  | Самка богомола                                 | Жанна Дронова |
| 2021 | с  | Олег                                           | мать Ирины |
| 2021 | с  | Предпоследняя инстанция                        | Валентина Петровна Иванова                                                                                          |
| 2021 | с  | Всё как у людей                                | Галина Петровна Бокова                                                                                              |
| 2021 | ф  | Недетский дом                                  | психолог |
| 2022 | с  | Сергий против нечисти                          | тётушка |
| 2022 | с  | Почка                                          | Любовь Валерьевна Чарская                                                                                           |
| 2022 | ф  | Красная Шапочка                                | бабушка |
| 2022 | с  | Нина                                           | Зоя Олеговна |
| 2023 | ф  | За нас с вами                                  | Ангелина Фёдоровна                                                                                                  |
| 2023 | ф  | Гром: Трудное детство                          | Елена Хмурова |
| 2023 | ф  | Капитан четвёртого ранга                       | Монтана |
| 2023 | ф  | Взрослые дочери                                | Елена Фёдоровна Борзова                                                                                             |
| 2023 | с  | Моя мама — шпион                               | мать Андрея |
| 2023 | с  | Сергий против нечисти. Шабаш                   | тётушка |
| 2023 | с  | Плакса                                         | Таисия Степановна, бабушка Маши                                                                                     |
| 2023 | с  | Вика-ураган                                    | Ирина Громова, мама Вики                                                                                            |
| 2023 | ф  | Я делаю шаг                                    | председатель оргкомитета конкурса                                                                                   |
| 2024 | с  | Сергий против нечисти. Яга                     | тётушка |
| 2024 | с  | Престиж                                        | Елизавета Егоровна, бабушка Самойлова, следователь полиции                                                          |
| 2024 | с  | Лютик и Анютик                                 | Анна |
| 2024 | с  | Фантазёр, или Удивительный мир инженера Лужина | жена Лужина Светлана / персонажи в фантазиях Лужина                                                                 |
| 2025 | с  | ВИА «Васильки»                                 | Елена Петровна Клюкина                                                                                              |